# Pala Casino 400
Le Pala Casino 400 (anciennement Auto Club 400) est une course automobile organisée par la NASCAR comptant pour le championnat des NASCAR Cup Series
La course est renommée en fonction de son sponsor principal et se déroule sur l'Auto Club Speedway à Fontana dans l'état de Californie. Ce circuit est un superspeedway (en) en forme de "D" ovale d'une longueur de 2 milles (3,22 km). Il possède un revêtement en asphalte (3,2 km). Ses quatre virages ont une inclinaison de 14° tandis que la ligne principale est inclinée à 11° et la ligne arrière à 3°.
Avant 2005, la course se déroulait fin avril ou début mai et jusque 2010, elle était courue sur une distance de 500 milles (804,672 km).
Lors du réalignement de la NASCAR en 2005, la course est déplacée au mois de février pour se courir la semaine après le Daytona 500.
La date de la course est modifiée en 2011 pour être fixée au mois de mars. Les bons résultats obtenus lors du Pepsi Max 400 (lequel avait réduit sa distance de 500 à 400 miles) se déroulant en automne également sur l'Auto Club Speedway, amènent les organisateurs à faire de même pour la présente course.
Son dernier vainqueur est Kyle Busch (2023).

## Logo de la course

Évolution du logo de la course
2011-2017
2003-2010
2022
2023

## Palmarès
| Année | Date | No | Pilote | Écurie | Châssis | Distance course | Distance course | Temps course | Vitesse moyenne (mph) |
| ----- | --- | --- | --- | --- | --- | --- | --- | --- | --- |
| Année | Date | No | Pilote | Écurie | Châssis | Tours | Miles (km) | Temps course | Vitesse moyenne (mph) |
| 1997  | 22 juin | 24 | Jeff Gordon | Hendrick Motorsports | Chevrolet | 250 | 500 (804,672) | 3 h 13 min 32 s | 155,012 |
| 1998  | 3 mai | 06 | Mark Martin | Roush Racing | Ford | 250 | 500 (804,672) | 3 h 33 min 57 s | 140,22 |
| 1999  | 2 mai | 24 | Jeff Gordon | Hendrick Motorsports | Chevrolet | 250 | 500 (804,672) | 3 h 19 min 38 s | 150,276 |
| 2000  | 30 avril | 12 | Jeremy Mayfield | Team Penske | Ford | 250 | 500 (804,672) | 3 h 20 min 50 s | 149,378 |
| 2001  | 29 avril | 02 | Rusty Wallace | Team Penske | Ford | 250 | 500 (804,672) | 3 h 29 min 37 s | 143,118 |
| 2002  | 28 avril | 48 | Jimmie Johnson | Hendrick Motorsports | Chevrolet | 250 | 500 (804,672) | 3 h 19 min 53 s | 150,088 |
| 2003  | 27 avril | 97 | Kurt Busch | Roush Racing | Ford | 250 | 500 (804,672) | 3 h 34 min 07 s | 140,111 |
| 2004  | 2 mai | 24 | Jeff Gordon | Hendrick Motorsports | Chevrolet | 250 | 500 (804,672) | 3 h 38 min 33 s | 137,268 |
| 2005  | 27 février | 16 | Greg Biffle | Roush Racing | Ford | 250 | 500 (804,672) | 3 h 34 min 45 s | 139,697 |
| 2006  | 26 février | 17 | Matt Kenseth | Roush Racing | Ford | 251 | 502 (807,89) | 3 h 23 min 43 s | 147,852 |
| 2007  | 25 février | 17 | Matt Kenseth | Roush Fenway Racing | Ford | 250 | 500 (804,672) | 3 h 36 min 41 s | 138,451 |
| 2008  | 24 février | 99 | Carl Edwards | Roush Fenway Racing | Ford | 250 | 500 (804,672) | 3 h 46 min 04 s | 132,704 |
| 2009  | 22 février | 17 | Matt Kenseth | Roush Fenway Racing | Ford | 250 | 500 (804,672) | 3 h 40 min 51 s | 135,839 |
| 2010  | 21 février | 48 | Jimmie Johnson | Hendrick Motorsports | Chevrolet | 250 | 500 (804,672) | 3 h 31 min 24 s | 141,911 |
| 2011  | 27 mars | 29 | Kevin Harvick | Richard Childress Racing | Chevrolet | 200 | 400 (643,737) | 2 h 39 min 06 s | 150,849 |
| 2012  | 25 mars | 14 | Tony Stewart | Stewart-Haas Racing | Chevrolet | 129 | 258 (415,21) | 1 h 36 min 39 s | 160,166 |
| 2013  | 24 mars | 18 | Kyle Busch | Joe Gibbs Racing | Toyota | 200 | 400 (643,737) | 2 h 57 min 19 s | 135,351 |
| 2014  | 23 mars | 18 | Kyle Busch | Joe Gibbs Racing | Toyota | 206 | 412 (663,05) | 3 h 05 min 53 s | 132,987 |
| 2015  | 22 mars | 02 | Brad Keselowski | Team Penske | Ford | 209 | 418 (672,706) | 2 h 58 min 18 s | 140,662 |
| 2016  | 20 mars | 48 | Jimmie Johnson | Hendrick Motorsports | Chevrolet | 205 | 410 (659,831) | 2 h 59 min 17 s | 137,213 |
| 2017  | 22 mars | 42 | Kyle Larson | Chip Ganassi Racing | Chevrolet | 202 | 404 (650,175) | 2 h 57 min 46 s | 136,359 |
| 2018  | 18 mars | 78 | Martin Truex Jr. | Furniture Row Racing | Toyota | 200 | 400 (643,737) | 2 h 42 min 41 s | 147,526 |
| 2019  | 17 mars | 18 | Kyle Busch | Joe Gibbs Racing | Toyota | 200 | 400 (643,737) | 2 h 47 min 42 s | 143,113 |
| 2020  | 1er mars | 88 | Alex Bowman | Hendrick Motorsports | Chevrolet | 200 | 400 (643,737) | 2 h 37 min 07 s | 152,753 |
| 2021  | Course annulée et déplacée à Daytona sur le circuit routier (O'Reilly Auto Parts 253) à la suite de la pandémie de Covid-19 aux États-Unis. | Course annulée et déplacée à Daytona sur le circuit routier (O'Reilly Auto Parts 253) à la suite de la pandémie de Covid-19 aux États-Unis. | Course annulée et déplacée à Daytona sur le circuit routier (O'Reilly Auto Parts 253) à la suite de la pandémie de Covid-19 aux États-Unis. | Course annulée et déplacée à Daytona sur le circuit routier (O'Reilly Auto Parts 253) à la suite de la pandémie de Covid-19 aux États-Unis. | Course annulée et déplacée à Daytona sur le circuit routier (O'Reilly Auto Parts 253) à la suite de la pandémie de Covid-19 aux États-Unis. | Course annulée et déplacée à Daytona sur le circuit routier (O'Reilly Auto Parts 253) à la suite de la pandémie de Covid-19 aux États-Unis. | Course annulée et déplacée à Daytona sur le circuit routier (O'Reilly Auto Parts 253) à la suite de la pandémie de Covid-19 aux États-Unis. | Course annulée et déplacée à Daytona sur le circuit routier (O'Reilly Auto Parts 253) à la suite de la pandémie de Covid-19 aux États-Unis. | Course annulée et déplacée à Daytona sur le circuit routier (O'Reilly Auto Parts 253) à la suite de la pandémie de Covid-19 aux États-Unis. |
| 2022  | 27 février | 05 | Kyle Larson | Hendrick Motorsports | Chevrolet | 200 | 400 (643,737) | 3 h 03 min 07 s | 114,222 |
| 2023  | 26 février | 08 | Kyle Busch | Richard Childress Racing | Chevrolet | 200 | 400 (643,737) | 3 h 08 min 05 s | 127,603 |

Notes : 
1. 1 2 3 4 5  La course compte un nombre de tour plus élevé à cause d'une arrivée jouée en prolongation Green-white-checker. Celle de 2015 a été prolongée à deux reprises.
2. ↑  La course ayant débuté du dimanche mais a dû être interrompue à cause de la pluie. Elle reprend et se termine le lundi.
3. ↑  La longueur de course est ramenée de 500 à 400 miles. Kevin Harvick dépasse Jimmie Johnson lors du dernier tour de course, une première dans l'histoire de la course.
4. ↑  La course est raccourcie à cause de la pluie.

### Pilotes multiples vainqueurs
| Nbr. | Pilote         | Saisons                |
| ---- | -------------- | ---------------------- |
| 4    | Kyle Busch     | 2013, 2014, 2019, 2023 |
| 3    | Jeff Gordon    | 1997, 1999, 2004       |
| 3    | Matt Kenseth   | 2006, 2007, 2009       |
| 3    | Jimmie Johnson | 2002, 2010, 2016       |
| 2    | Kyle Larson    | 2017, 2022             |

### Équipes multiples gagnantes
| Nbr. | Équipes                  | Saisons                                        |
| ---- | ------------------------ | ---------------------------------------------- |
| 8    | Hendrick Motorsports     | 1997, 1999, 2002, 2004, 2010, 2016, 2020, 2022 |
| 7    | Roush Fenway Racing      | 1998, 2003, 2005, 2006, 2007, 2008, 2009       |
| 3    | Team Penske              | 2000, 2001, 2015                               |
| 3    | Joe Gibbs Racing         | 2013, 2014, 2019                               |
| 2    | Richard Childress Racing | 2011, 2023                                     |

### Victoires par manufacturiers
| Nbr. | Manufacturier | Saisons                                                                |
| ---- | ------------- | ---------------------------------------------------------------------- |
| 12   | Chevrolet     | 1997, 1999, 2002, 2004, 2010, 2011, 2012, 2016, 2017, 2020, 2022, 2023 |
| 10   | Ford          | 1998, 2000, 2001, 2003, 2005, 2006, 2007, 2008, 2009, 2015             |
| 4    | Toyota        | 2013, 2014, 2018, 2019                                                 |